# Ciclón subtropical
Un ciclón subtropical es un sistema meteorológico que tiene algunas características tanto de un ciclón tropical como de un ciclón extratropical.
Ya en la década de 1950, los meteorólogos no estaban seguros de si debían caracterizarse como ciclones tropicales o extratropicales. Fueron reconocidos y titulados oficialmente por el Centro Nacional de Huracanes en 1972. A partir de 2002, los ciclones subtropicales recibieron nombres de las listas oficiales de ciclones tropicales en las cuencas del Atlántico norte, suroeste del océano Índico y Atlántico sur.
Hay dos definiciones que se utilizan actualmente para los ciclones subtropicales en función de su ubicación. A lo largo del Atlántico norte y el océano Índico suroeste, requieren cierta convección central bastante cerca del centro que rodea un núcleo de calentamiento existente en los niveles medios de la troposfera. Sin embargo, en la mitad oriental del Pacífico norte, requieren que un ciclón de la troposfera media quede aislado del cinturón principal de los vientos del oeste y con solo una circulación superficial débil. Los ciclones subtropicales tienen campos de viento más amplios con los vientos máximos sostenidos ubicados más lejos del centro que los ciclones tropicales típicos, y no tienen frentes meteorológicos vinculados a su centro.
Dado que inicialmente se forman a partir de ciclones extratropicales que tienen temperaturas más frías en altura que las que normalmente se encuentran en los trópicos, las temperaturas de la superficie del mar requeridas para su formación son más bajas que el umbral de ciclones tropicales (alrededor de 26,5° C (79,7° F)) por 3° C (5° F), rondando los 23 °C (73 °F). Esto también significa que es más probable que se formen ciclones subtropicales fuera de los límites tradicionales de la temporada de huracanes del Atlántico Norte y en latitudes más altas. También se observa la formación de ciclones subtropicales en el Atlántico Sur, donde se observan ciclones subtropicales todos los meses.

## Historia del término

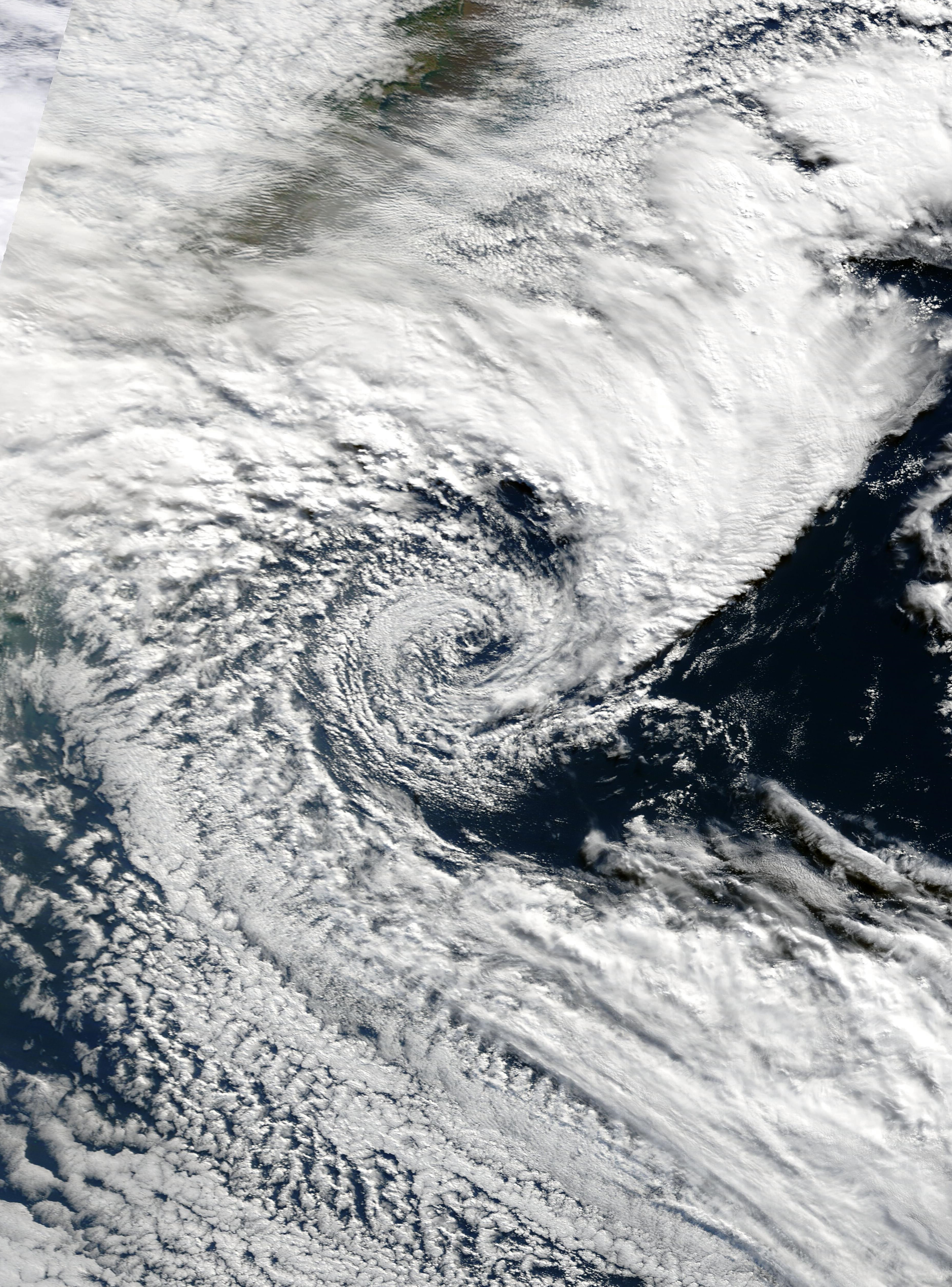
Tormenta subtropical Yakecan cerca de Uruguay en mayo de 2022

A lo largo de las décadas de 1950 y 1960, los términos semitropical y cuasitropical se utilizaron para lo que se conocería como ciclones subtropicales. Inicialmente, el término ciclón subtropical simplemente se refería a cualquier ciclón ubicado en el cinturón subtropical cerca y justo al norte de las latitudes de los caballos. Más tarde, se produjo un intenso debate a fines de la década de 1960, después de que se formaran varios ciclones híbridos en la cuenca del Atlántico. En 1972, el Centro Nacional de Huracanes (NHC) finalmente designó estas tormentas "híbridas" como verdaderos ciclones subtropicales en tiempo real, y actualizó la base de datos de huracanes para incluir ciclones subtropicales desde 1968 hasta 1971.
El término "neutrocane" comenzó a usarse para pequeños ciclones subtropicales de menos de 100 millas de diámetro que se formaron a partir de características de mesoescala, y el NHC comenzó a emitir declaraciones públicas durante la temporada de huracanes del Atlántico de 1972 empleando esa clasificación. Este nombre no se notó como controvertido en los informes de noticias contemporáneos, pero se eliminó rápidamente menos de un año después. Artículos recientes, publicados después del año 2000, sugirieron que el nombre "neutercane" se consideró sexista en la década de 1970, pero no parece haber ningún informe publicado de ese período que haga esta afirmación.

## Denominación

Tormenta subtropical Gustav en 2002, el primer sistema al que se le dio un nombre como ciclón subtropical

En la cuenca del Atlántico Norte, los ciclones subtropicales se nombraron inicialmente a partir de la lista del alfabeto fonético de la OTAN entre principios y mediados de la década de 1970. En los años intermedios de 1975 a 2001, las tormentas subtropicales se nombraron de la lista tradicional y aún se consideraban tropicales en tiempo real, o en su lugar utilizaron un sistema de numeración separado. Entre 1992 y 2001, se asignaron dos números diferentes a las depresiones subtropicales o tormentas subtropicales, uno para uso público, el otro para referencia de NRL y NHC. Por ejemplo, el huracán Karen en 2001 se conoció inicialmente como Tormenta Subtropical Uno y AL1301 (o 13L para abreviar). En 2002, el NHC comenzó a dar números a las depresiones subtropicales y nombres a las tormentas subtropicales de la misma secuencia que los ciclones tropicales. A partir de 2002, la depresión subtropical 13L se conocería como depresión subtropical trece. El huracán Gustav de 2002 fue la primera tormenta subtropical en recibir un nombre, pero se convirtió en tropical poco después de recibir el nombre. La tormenta subtropical Nicole de la temporada de huracanes del Atlántico de 2004 fue la primera tormenta subtropical que no se convirtió en tropical desde el cambio de política. Una tormenta subtropical de la temporada de huracanes en el Atlántico de 2005 tampoco se convirtió en tropical, pero no se nombró porque no se reconoció hasta el análisis posterior a la temporada.
En el sur del Océano Índico, los ciclones subtropicales también se nombran una vez que los vientos alcanzan la fuerza de tormenta tropical o vendaval.
Desde 2011, las tormentas subtropicales en el oeste del Océano Atlántico Sur son nombradas por el Centro Hidrográfico de la Marina de Brasil.

## Formación
Los ciclones subtropicales pueden formarse en una amplia franja de latitud, principalmente al sur del paralelo 50 en el hemisferio norte. Debido a la mayor frecuencia de ciclones que se separan del cinturón principal de los vientos del oeste durante el verano y el otoño, los ciclones subtropicales son significativamente más frecuentes en el Atlántico norte que en el noroeste del Océano Pacífico. En la mitad oriental del Océano Pacífico norte y el Océano Índico norte, todavía se usa el término de definición de ciclón subtropical más antiguo, que requiere que se forme una circulación débil debajo de una baja troposférica media a alta que se separó del cinturón principal de los vientos del oeste durante la estación fría (invierno), similar al norte alanítico y al suroeste del océano Índico. En el caso del Océano Índico norte, la formación de este tipo de vórtice conduce a la aparición de lluvias monzónicas durante la estación húmeda. En el hemisferio sur, los ciclones subtropicales se observan regularmente en las porciones del sur del Canal de Mozambique.
La mayoría de los ciclones subtropicales se forman cuando un ciclón extratropical profundo de núcleo frío desciende hacia los subtrópicos. El sistema queda bloqueado por una cresta de alta latitud y, finalmente, se despoja de sus límites frontales a medida que su fuente de aire frío y seco de las altas latitudes se desvía del sistema y calienta la circulación central, lo que permite una mayor transición. Diferencias de temperatura entre los 500 El nivel de presión hPa y las temperaturas de la superficie del mar exceden inicialmente la tasa de caída adiabática seca, lo que provoca que se forme una ronda inicial de tormentas eléctricas a una distancia al este del centro. Debido a las bajas temperaturas iniciales en altura, la temperatura de la superficie del mar generalmente debe alcanzar al menos 20 grados Celsius (68,0 °F) para esta ronda inicial de tormentas eléctricas. La actividad de la tormenta eléctrica inicial humedece el ambiente alrededor del sistema de baja presión, lo que desestabiliza la atmósfera al reducir la tasa de caída necesaria para la convección. Cuando la siguiente racha en chorro de onda corta o nivel superior (viento máximo dentro de la corriente en chorro) se mueve cerca, la convección se vuelve a encender más cerca del centro, lo que calienta el núcleo y convierte el sistema en un verdadero ciclón subtropical. La temperatura promedio de la superficie del mar que ayuda a conducir a la ciclogénesis subtropical es 24 grados Celsius (75,2 °F). Si la actividad de la tormenta eléctrica se vuelve profunda y persistente, lo que permite que su núcleo cálido inicial de bajo nivel se profundice, es posible que se extienda a la ciclogénesis tropical. El lugar de formación de los ciclones subtropicales del Atlántico Norte está en mar abierto; la isla de las Bermudas se ve afectada regularmente por estos sistemas.
El ambiente del Atlántico Sur para la formación de ciclones subtropicales tiene una cizalladura vertical del viento más fuerte y temperaturas superficiales del mar más bajas, sin embargo, la ciclogénesis subtropical se observa regularmente en el océano abierto en el Atlántico Sur. Se ha diagnosticado un segundo mecanismo de formación para los ciclones subtropicales del Atlántico Sur: la ciclogénesis en sotavento en la región de la Corriente de Brasil.
La formación de ciclones subtropicales es extremadamente rara en el extremo sureste del Océano Pacífico, debido a las bajas temperaturas de la superficie del mar generadas por la corriente de Humboldt, y también debido a la cizalladura desfavorable del viento; como tal, no hay registros de un ciclón tropical o subtropical que impacte el oeste de América del Sur. Pero a mediados de 2015, un raro ciclón subtropical fue identificado a principios de mayo ligeramente cerca de Chile. Los investigadores llamaron extraoficialmente a este sistema Katie. Otro ciclón subtropical fue identificado a 77,8 grados de longitud en mayo de 2018, frente a la costa de Chile. Este sistema fue llamado extraoficialmente Lexi por los investigadores. Se detectó un ciclón subtropical frente a la costa chilena en enero de 2022.

### Transición de extratropical
Al adquirir características tropicales, una baja extratropical puede transitar hacia una depresión o tormenta subtropical. Una depresión/tormenta subtropical puede adquirir aún más características tropicales para convertirse en una depresión o tormenta tropical pura, que eventualmente puede convertirse en un huracán, y hay al menos doce casos de ciclones tropicales que se transforman en un ciclón subtropical (Tormenta tropical Gilda en 1973, tormenta subtropical Cuatro en 1974, Tormenta tropical José en 1981, Huracán Klaus en 1984, Tormenta tropical Allison en 2001, Tormenta tropical Lee en 2011, Huracán Humberto en 2013, Tormenta tropical Ian en 2016, Tifón Jelawat en 2018, Tormenta tropical Gaemi en 2018 y el tifón Surigae en 2021). También ha habido dos casos registrados de una tormenta en transición de tropical a extratropical de regreso a un ciclón subtropical; como se vio con el huracán Georges en 1980, el huracán Beryl en 2018 y la tormenta tropical Aere (Domeng) en 2022. Generalmente, una tormenta tropical o depresión tropical no se denomina subtropical mientras se está volviendo extratropical y viceversa, después de tocar tierra o aguas más frías. Esta transición normalmente requiere una inestabilidad significativa a través de la atmósfera, con diferencias de temperatura entre el océano subyacente y los niveles medios de la troposfera que requieren más de 38 °C, o 68 °F, de contraste en estos aproximadamente 5900 metros (19 357 pies) capa de la atmósfera inferior. La moda de las temperaturas de la superficie del mar sobre las que se forman los ciclones subtropicales es 23 grados Celsius (73,4 °F). La transición de ciclones subtropicales a ciclones completamente tropicales ocurre solo en casos muy raros sobre el Océano Atlántico Sur, como el huracán Catarina en 2004.

## Características
Estas tormentas pueden tener vientos máximos que se extienden más lejos del centro que en un ciclón puramente tropical y no tienen frentes meteorológicos que se vinculen directamente con el centro de circulación. En la cuenca del Atlántico, la NOAA de los Estados Unidos clasifica los ciclones subtropicales de manera similar a sus primos tropicales, en función de los vientos superficiales máximos sostenidos. Aquellos con vientos por debajo de 18 m/s, (65 km/h, 35 nudos, o 39 mph) se denominan depresiones subtropicales, mientras que aquellas que alcanzan o superan esta velocidad se denominan tormentas subtropicales.
Ciclones subtropicales con vientos huracanados de 33 m/s, (119 km/h, 64 nudos, o 74 mph) o más no son reconocidos por el Centro Nacional de Huracanes. Una vez que una tormenta subtropical se intensifica lo suficiente como para tener vientos con fuerza de huracán, se asume automáticamente que se ha convertido en un huracán completamente tropical, incluso si todavía tiene características subtropicales. Sin embargo, a pesar de esto, antes del inicio de las políticas modernas, había dos ciclones subtropicales en la base de datos de huracanes del Atlántico que alcanzaron vientos huracanados mientras permanecían subtropicales; una tormenta subtropical en 1968 y 1979.
Los ciclones subtropicales también tienen más probabilidades que los ciclones tropicales de formarse fuera de la temporada de huracanes designada de una región. Los ejemplos recientes del Atlántico Norte de esto incluyen las siguientes tormentas:
- La tormenta subtropical Ana (que se convirtió en la tormenta tropical Ana) a finales de abril de la temporada de huracanes de 2003.[26]
- Tormenta subtropical Andrea a principios de mayo de la temporada de huracanes de 2007.[26]
- La tormenta subtropical Olga (que se convirtió en la tormenta tropical Olga) a mediados de diciembre de la temporada de huracanes de 2007.[26]
- La tormenta subtropical Beryl (que se convirtió en la tormenta tropical Beryl) a finales de mayo de la temporada de huracanes de 2012.[26]
- Una tormenta subtropical sin nombre a principios de diciembre de la temporada de huracanes de 2013.[26]
- La tormenta subtropical Ana (que se convirtió en la tormenta tropical Ana) a principios de mayo de la temporada de huracanes de 2015.[26]
- La tormenta subtropical Alex (que se convirtió en el huracán Alex) a mediados de enero de la temporada de huracanes de 2016.[26]
- Depressión subtropical 01L (que se convirtió en la tormenta tropical Arlene) a mediados de abril de la temporada de huracanes de 2017.[26]
- La tormenta subtropical Alberto (que se convirtió en la tormenta tropical Alberto) a finales de mayo de la temporada de huracanes de 2018.[26]
- Tormenta subtropical Andrea a finales de mayo de la temporada de huracanes de 2019.
- La tormenta subtropical Ana (que se convirtió en la tormenta tropical Ana) a fines de mayo de la temporada de huracanes de 2021.

Los diagramas que representan la fase de un ciclón representan ciclones subtropicales con un núcleo cálido poco profundo y sistemas asimétricos, similares a los ciclones tropicales que han comenzado la transición a un ciclón extratropical.

## Tipos

### Nivel superior bajo
El tipo más común de tormenta subtropical es una baja fría en el nivel superior con circulación que se extiende a la capa superficial y vientos máximos sostenidos que generalmente ocurren en un radio de unos 160 kilómetros (99,4 mi) o más desde el centro. En comparación con los ciclones tropicales, estos sistemas tienen una zona relativamente amplia de vientos máximos que se encuentra más lejos del centro y, por lo general, tienen un campo de viento y una distribución de la convección menos simétricos.

### Mesoescala baja
Un segundo tipo de ciclón subtropical es una baja mesoescala que se origina en o cerca de una zona de frontolización de cizalladura horizontal del viento, también conocida como zona frontal "moribunda", con un radio de vientos máximos sostenidos generalmente inferior a 50 kilómetros (31,1 mi). Toda la circulación puede tener inicialmente un diámetro de menos de 160 kilómetros (99,4 mi). Estos sistemas generalmente de corta duración pueden ser de núcleo frío o de núcleo cálido, y en 1972 este tipo de ciclón subtropical se denominó efímeramente "caña neutra".

## Tormenta de "Kona"

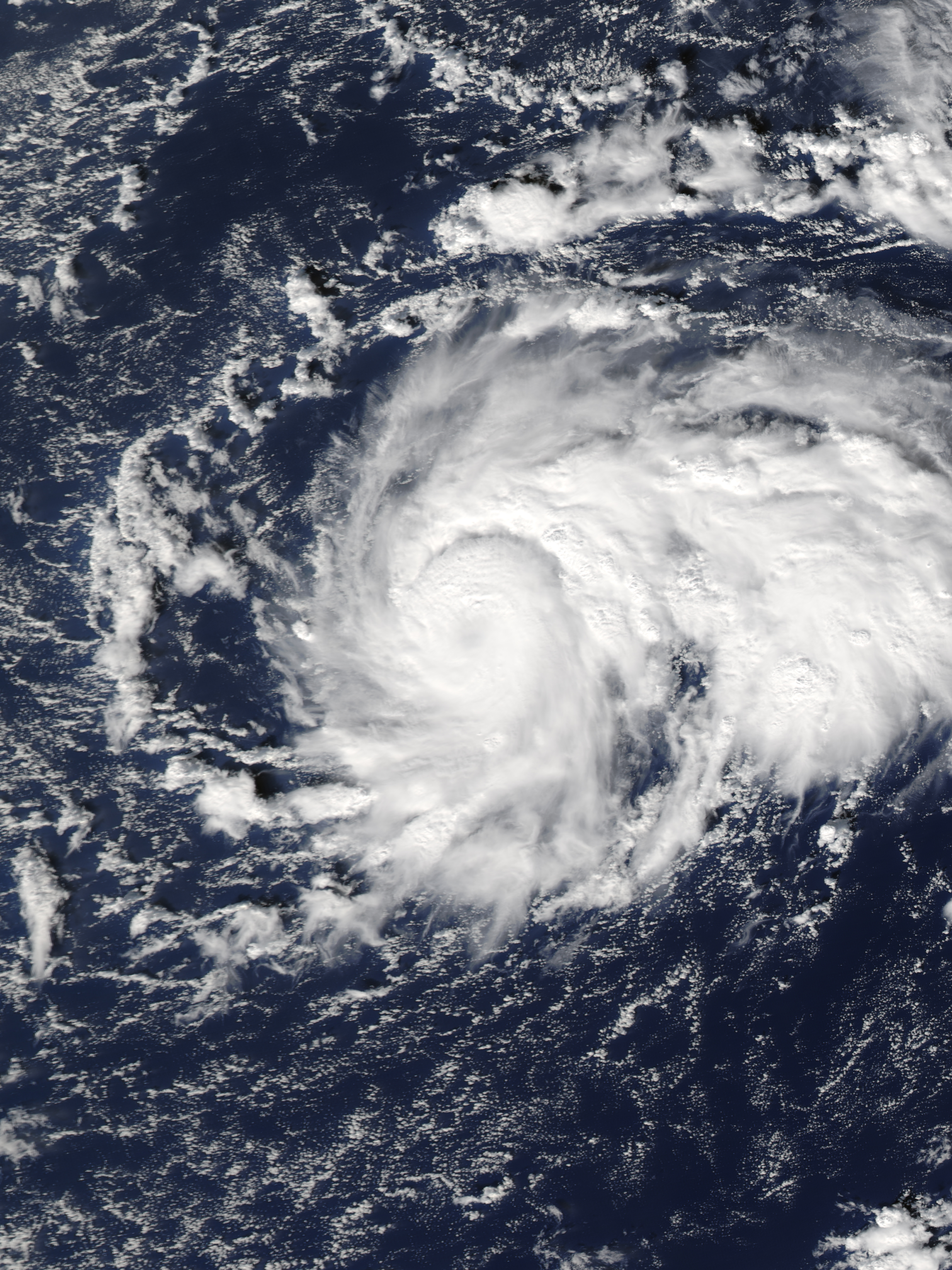
Una tormenta subtropical en diciembre de 2010, originalmente una tormenta Kona

Las tormentas de Kona (o bajas de Kona) son ciclones profundos que se forman durante la estación fría del invierno en el Océano Pacífico central. Un cambio de definición en el término a principios de la década de 1970 hace que la categorización de los sistemas sea más compleja, ya que muchas bajas de kona son ciclones extratropicales, con sus propios frentes meteorológicos. Los del noreste del Océano Pacífico los consideran ciclones subtropicales siempre que haya una circulación superficial débil. Kona es un término hawaiano para sotavento, que explica el cambio en la dirección del viento de las islas hawaianas de este a sur cuando este tipo de ciclón está presente.

## Mínimos de la costa este de Australia

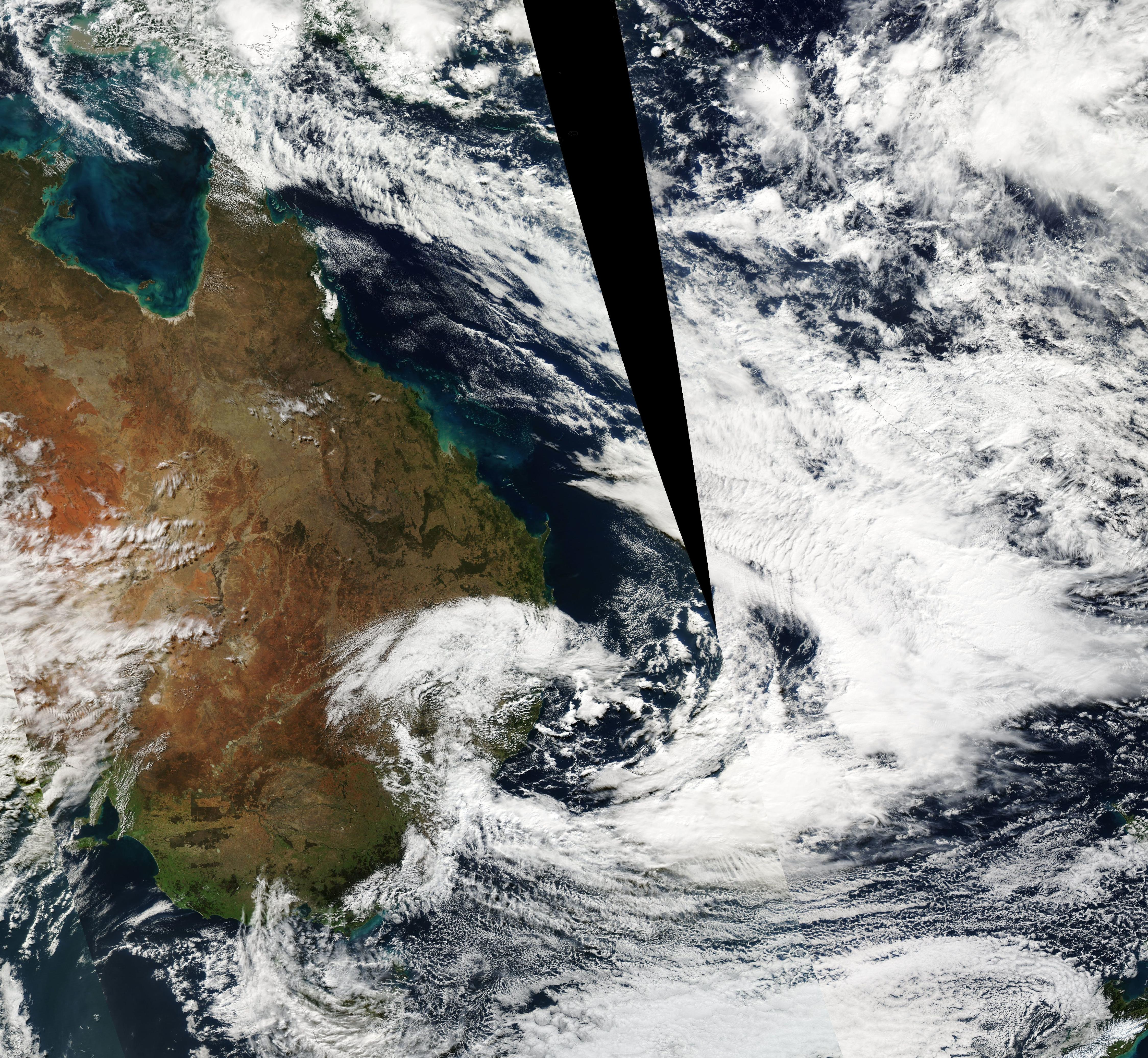
Una baja en la costa este de Australia en junio de 2013

Los mínimos de la costa este de Australia (conocidos localmente como mínimos de la costa este y, a veces, como ciclones de la costa este ) son ciclones extratropicales, los más intensos de estos sistemas tienen muchas de las características de los ciclones subtropicales. Se desarrollan entre 25˚sur y 40˚sur y dentro de los 5˚ de la costa australiana, también típicamente durante los meses de invierno. Cada año hay alrededor de diez bajas marítimas de "impacto significativo". La ciclogénesis explosiva se ve en promedio solo una vez al año, pero estas tormentas causan daños significativos por vientos e inundaciones cuando ocurren. Los ciclones de la costa este de Australia varían en tamaño desde la mesoescala (aproximadamente 10 kilómetros a 100 km) a escala sinóptica (aproximadamente 100 kilómetros a 1.000 kilómetros). Estas tormentas, que afectan principalmente a la costa sureste, no deben confundirse con los ciclones tropicales de la región australiana, que suelen afectar a la mitad norte del continente.